# Slum Village (album)
Slum Village è il quinto album del gruppo hip hop statunitense omonimo, pubblicato il 25 ottobre 2005 e distribuito da Barak Records.
La critica elogia in particolare la traccia 05, ritenuta la migliore dell'album, e la produzione di B.R. Gunna (Young RJ e Black Milk), che Tom Doggett per RapReviews definisce il «fiore all'occhiello» dell'album. Doggett critica particolarmente i testi del disco, che giudica insufficienti, scrivendo che «le rime del duo [Elzhi e T3] lasciano sempre qualcosa a desiderare» e aggiungendo che i due «sono il punto debole dell'album.»
| Recensione | Giudizio |
| ---------- | -------- |
| AllMusic   | [ 1 ]    |
| RapReviews | [ 2 ]    |
| Okayplayer | [ 3 ]    |

## Tracce
Musiche di B.R. Gunna (tracce 3-4, 7 e 12), Black Milk (tracce 2, 9 e 11), Young RJ (tracce 1, 5, 8 e 10), MoSS (traccia 6), T3 (traccia 8).
1. Ginat (featuring Samiyyah Dixon) – 3:17 (testo: Carl Broaden)
2. Set It – 2:49 (testo: Curtis Cross)
3. Can I Be Me – 3:34 (testo: Cross)
4. Call Me (featuring Dwele) – 3:51 (testo: Cross, Ernie Isley)
5. 05 – 6:21
6. 1, 2 – 3:57
7. Multiply (featuring Melanie Rutherford) – 3:29 (testo: Cross, Melanie Rutherford)
8. 1-800-S-L-U-M (featuring Black Milk & Phat Kat) – 1:55 (testo: Ron Watts)
9. Hear This – 3:29 (testo: Cross, Watts)
10. Def Do Us – 3:46
11. Hell Naw! (featuring Black Milk & Que D) – 3:14 (testo: Cross)
12. Ez Up (featuring J. Isaac) – 3:32 (testo: Cross, Andwele Gardner)
13. Reunion – 4:31 (testo: Broaden)

Durata totale: 47:45

## Formazione
Crediti adattati da Allmusic.
- Black Milk - voce aggiuntiva (tracce 9 e 11), produttore (tracce 2-4, 7, 9, 11-12)
- Carl Broaden - compositore (tracce 1 e 13), tastiere (tracce 5, 7-8), co-produttore (tracce 1, 6 e 13)
- Curtis Cross - compositore (traccia 2-4, 7, 9, 11-12)
- Dwele - voce aggiuntiva (traccia 4), compositore (traccia 12)
- Ernie Isley - compositore (traccia 4)
- Timothy Maynor - management
- Alvin Moore - tastiere (traccia 4)
- Melanie Rutherford - compositrice (traccia 7), voce aggiuntiva (traccia 7)
- Slum Village - voci, produttori, compositori
- T3 - produttore (traccia 8)
- Ron Watts - compositore (tracce 8-9)
- Young RJ - ingegnere audio, produttore esecutivo, produttore (tracce 1, 3-5, 7-8, 10 e 12)

## Classifiche
| Classifica (2005)         | Posizione massima |
| ------------------------- | ----------------- |
| US Independent Albums     | 33                |
| US Top R&B/Hip-Hop Albums | 80                |